# Александър Кесяков
Александър Петров Кесяков (11 септември 1858 – 8 януари 1895) е български опълченец, роден в град Акерман в семейство на преселници от Копривщица.
Завършва образование в Акерманското околийско училище през 1877 г. Същата година преследва Българското опълчение, за да се включи в редиците му. Когато го настига при село Батак на 25 юни 1877 г. е зачислен в първа рота на десета дружина. На 5 август е прехвърлен в Първа дружина под знамената на полковник Константин Кесяков. Награден е със знак на орден „Св. Георги“ – IV ст.
Александър Кесяков взима участие в боевете при Стара Загора. След тази битка е зачислен в девета опълченска дружина и се сражава при овладяване на силно укрепените позиции на турските части край Шейново. Награден е с Георгиевски кръст и произведен прапоршчик през 1878 г. от руската армия. След Освобождението служил в българската войска. В Сръбско-българската война от 1885 г. участва с Шести пехотен търновски полк в боевете при Драгоман и Пирот. Симпатизира на участниците в русофилския бунт в Русе през 1887 г. През 1894 е уволнен от армията. Александър Кесяков е женен за сестрата на Ангел Кънчев – Кина Кънчева (1855 – 1932). Това става през 1888 г. Двамата имат син Ангел (Анчо) Кесяков, починал през 1950 г. в Русе, поет-символист; следвал в Софийския университет. Подполковник Александър Кесяков е началник на Военното окръжие в Разград от 1886 г.